# Malva moschata
La malva muschiata (Malva moschata L.) è una pianta erbacea della famiglia delle Malvacee.